# Tenskwatawa

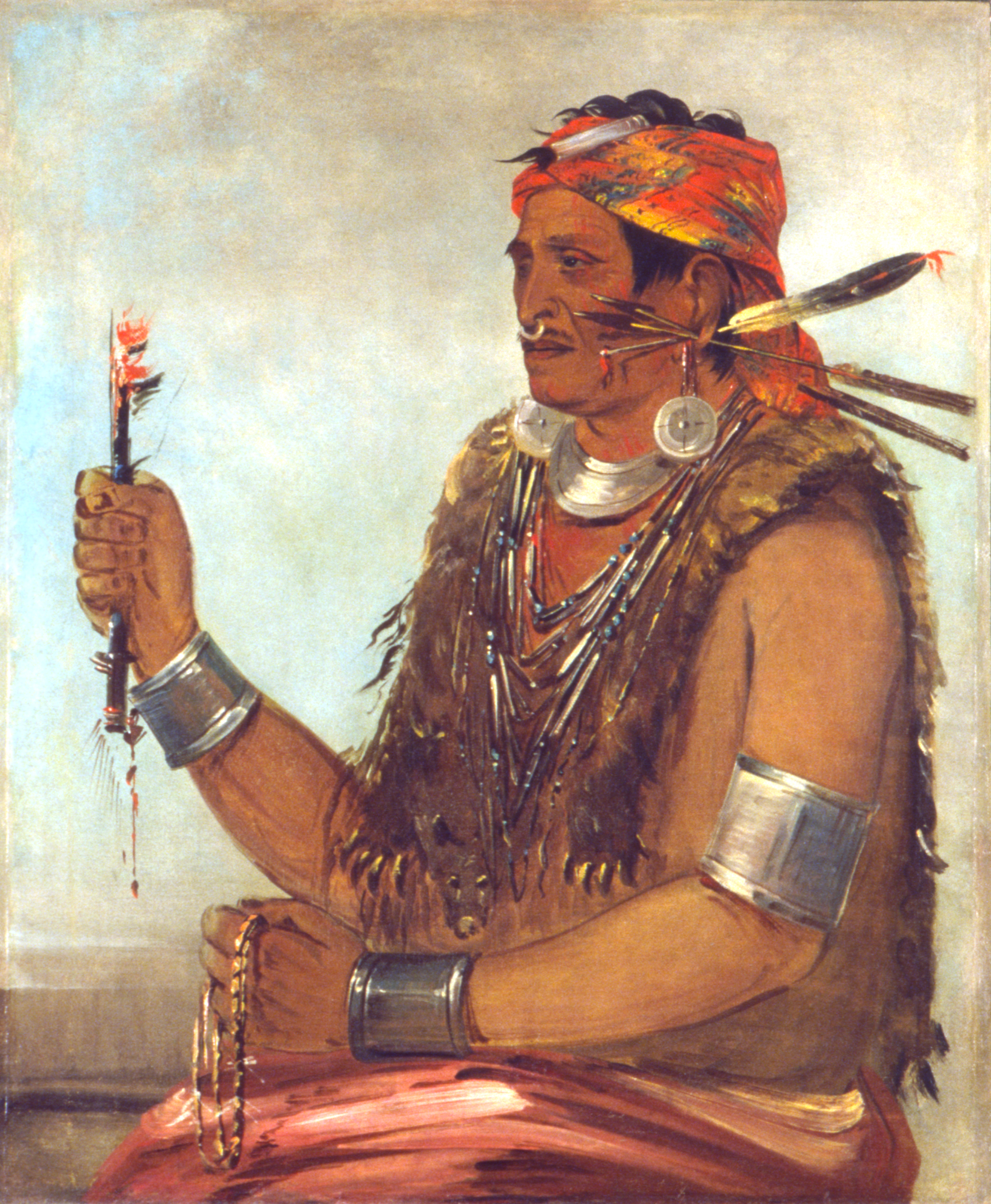
George Catlin festménye Tenskwatawa-ról.

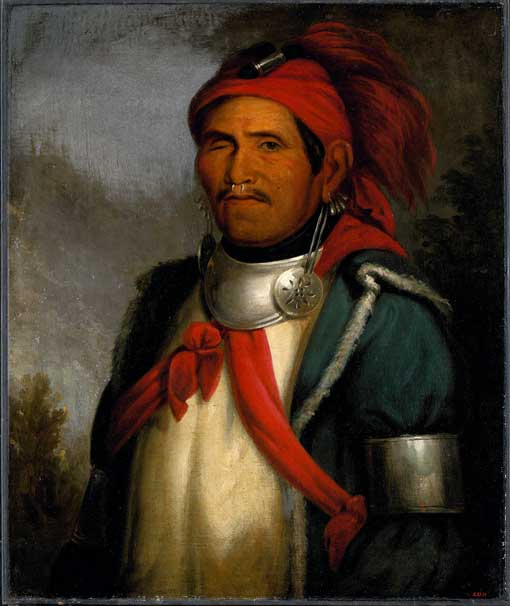
Charles Bird King festménye Tenskwatawa-ról.

Tenskwatawa („Nyitott Ajtó”) vagy Lalawethika („Zajcsináló”) (1775 – 1836. november) a Sóni Prófétaként ismert amerikai bennszülött, aki törzsének vallási és politikai vezetőjévé vált. Három felesége és 20 gyermeke volt.
Az 1800-as években a sóni kultúra végpontjához közeledett. Állandó összeütközésben voltak a határvidéki fehérekkel, a területet levadászták, a betegségek és az alkohol súlyos áldozatokat követelt.

## Látomásai
1805-ben Lalawethika, a sóni törzsfőnök, Tecumseh öccse egy járványos betegség közben egy sor látomást hozó önkívületi állapotba esett. A korábban lusta, hencegő alkoholista a látomásokból új emberként bukkant elő. Kinyilatkoztatta, hogy az „Élet Ura” egy vadakban és kukoricaföldekben bővelkedő paradicsomi földet mutatott neki, olyat, mint amilyen a sóniké volt a fehérek érkezése előtt. Ha a sónik visszatérnek az erény útjára, a Paradicsom is visszatérne. A Lalawethika, vagy ahogy ő nevezte magát: Tenskwatawa („Nyitott Ajtó”) által prédikált erények többsége a hagyományos sóni értékekre épült, de másokat a keresztény tanokból merített.

## Tevékenysége
Tenskwatawa sokakat, köztük Tecumseh-t is megtérített, de hívei többsége nem sóni volt. 1807-ben a testvérek megalapították a Próféta Városa nevű települést, és az amerikai kormány a mozgalomban fenyegetést kezdett látni. A próféta a tanácsok ellenére 1811-ben a város melletti Tippicanoe-nál megütközött a szövetségi csapatokkal. A sónikat felmorzsolták, és Tenskwatawa hirtelen csaknem minden befolyását elvesztette. Tecumseh átvette öccse szerepét, de két évvel később egy csatában maga is elesett.Egy legenda szerint, testvére halála után megátkozta Indiana állam kormányzóját, William Henry Harrisont, valamint mindazon személyeket, akiket nullára végződő évben választanak meg amerikai elnöknek (ez 20 évenként következik be). Egyesek a legendához kötik több amerikai elnök (köztük Lincoln és Kennedy) halálát is. Az átkot több néven is említik, de a legismertebb elnevezése a sóni átok.